# 川黔蹄盖蕨
川黔蹄盖蕨（学名：Athyrium iseanum var. chuanqianense）为蹄盖蕨科蹄盖蕨属下的一个变种。

## 扩展阅读
- 維基物種上的相關：川黔蹄盖蕨